# ジェイク・エレンバーガー
ジェイク・エレンバーガー（Jake Ellenberger、1985年3月28日 - ）は、アメリカ合衆国の男性総合格闘家。元米国海兵隊員。ネブラスカ州オマハ出身。レインMMA所属。元IFC世界ウェルター級王者。
ジャガーノートのニックネーム通りにアグレッシブに攻めこむファイター。
双子の兄ジョー・エレンバーガーも総合格闘家。

## 来歴
友人の試合を見たのをきっかけに総合格闘技の練習を始めた。
ネブラスカ大学オマハ校時代にはレスリング部に所属し、NCAAディヴィジョン2でオールアメリカンに2度選出された。
2005年プロデビュー。IFLやM-1 Globalで勝ち星を挙げ、キャリアを確立する。UFCと契約を交わす以前にもリック・ストーリー、ジェイ・ヒエロン、パット・ヒーリーなどといった強豪選手と相対している。
2006年4月1日、IFC世界ウェルター級タイトルマッチでギル・カスティーリョと対戦し、パンチ連打でTKO勝ちを収め王座獲得に成功した。
2009年6月12日、Bellator初参戦となったBellator XIでマルセロ・アルファヤと対戦し、KO勝ち。

### UFC
2009年9月16日、UFC初参戦となったUFC Fight Night: Diaz vs. Guillardでカーロス・コンディットと対戦。序盤は打撃で圧倒するものの後半コンディットに盛り返され僅差の判定負け。
2011年9月17日、UFC Fight Night: Shields vs. Ellenbergerでジェイク・シールズと対戦し、1RTKO勝ち。ノックアウト・オブ・ザ・ナイトを受賞した。
2012年2月15日、UFC on Fuel TV 1でディエゴ・サンチェスと対戦し、判定勝ち。1、2Rは優勢に立つも3R終盤はバックマウントパンチでTKO負け寸前にまで追い詰められた。ファイト・オブ・ザ・ナイトを受賞した。
2012年6月1日、The Ultimate Fighter 15 Finaleでマルティン・カンプマンと対戦。序盤はダウンを奪うなど優勢に立つも、2Rに膝蹴りでTKO負け。
2012年10月5日、UFC on FX 5でジェイ・ヒエロンと再戦し、判定勝ち。当初はジョシュ・コスチェックとUFC 151で対戦する予定であったが、コスチェックの負傷欠場、UFC 151の消滅によりカードが変更された。
2013年3月16日、UFC 158でネイサン・マーコートと対戦し、パウンドでKO勝ち。ノックアウト・オブ・ザ・ナイトを受賞した。
2013年7月27日、UFC on FOX 8でウェルター級ランキング3位のローリー・マクドナルドと対戦し、距離を取るマクドナルドを捕まえられず判定負け。試合後にはUFCの代表ダナ・ホワイトから「つまらない試合だった」などと痛烈な批判を受けた。
2014年5月24日、UFC 173でウェルター級ランキング1位のロビー・ローラーと対戦し、TKO負けを喫した。
2014年11月15日、UFC 180でウェルター級ランキング11位のケルヴィン・ガステラムと対戦し、リアネイキドチョークで一本負け。
2015年2月28日、UFC 184でジョシュ・コスチェックと対戦し、ノースサウスチョークで一本勝ち。パフォーマンス・オブ・ザ・ナイトを受賞した。
2016年1月30日、UFC on FOX 18でウェルター級ランキング11位のタレック・サフィジーヌと対戦し、判定負け。
2016年7月30日、UFC 201でウェルター級ランキング9位のマット・ブラウンと対戦。一度もKO負けがないブラウンからミドルキックでダウンを奪いパウンドでTKO勝ち。パフォーマンス・オブ・ザ・ナイトを受賞した。

## 戦績
| 総合格闘技 戦績 | 総合格闘技 戦績 | 総合格闘技 戦績 | 総合格闘技 戦績 | 総合格闘技 戦績 | 総合格闘技 戦績 | 総合格闘技 戦績 |
| --------------- | --------------- | --------------- | --------------- | --------------- | --------------- | --------------- |
| 44 試合         | (T)KO           | 一本            | 判定            | その他          | 引き分け        | 無効試合        |
| 31 勝           | 19              | 6               | 6               | 0               | 0               | 0               |
| 13 敗           | 5               | 2               | 6               | 0               | 0               | 0               |

| 勝敗 | 対戦相手                       | 試合結果                               | 大会名                                                           | 開催年月日     |
| ×    | ブライアン・バーバリーナ       | 1R 2:26 TKO（右フック→パウンド）       | UFC Fight Night: Gaethje vs. Vick                                | 2018年8月25日  |
| ×    | ベン・ソーンダース             | 1R 1:56 TKO（ボディへの左膝蹴り）      | UFC Fight Night: Rivera vs. Moraes                               | 2018年6月1日   |
| ×    | マイク・ペリー                 | 2R 1:05 KO（右肘打ち）                 | UFC Fight Night: Swanson vs. Lobov                               | 2017年4月22日  |
| ×    | ホルヘ・マスヴィダル           | 1R 4:05 TKO（パウンド）                | The Ultimate Fighter 24 Finale                                   | 2016年12月3日  |
| ○    | マット・ブラウン               | 1R 1:46 TKO（左ミドルキック→パウンド） | UFC 201: Lawler vs. Woodley                                      | 2016年7月30日  |
| ×    | タレック・サフィジーヌ         | 5分3R終了 判定0-3                      | UFC on FOX 18: Johnson vs. Bader                                 | 2016年1月30日  |
| ×    | スティーブン・トンプソン       | 1R 4:29 KO（右バックスピンキック）     | The Ultimate Fighter 21 Finale                                   | 2015年7月12日  |
| ○    | ジョシュ・コスチェック         | 2R 4:20 ノースサウスチョーク           | UFC 184: Rousey vs. Zingano                                      | 2015年2月28日  |
| ×    | ケルヴィン・ガステラム         | 1R 4:46 リアネイキドチョーク           | UFC 180: Werdum vs. Hunt                                         | 2014年11月15日 |
| ×    | ロビー・ローラー               | 3R 3:06 TKO（膝蹴り→パウンド）         | UFC 173: Barao vs. Dillashaw                                     | 2014年5月24日  |
| ×    | ローリー・マクドナルド         | 5分3R終了 判定0-3                      | UFC on FOX 8: Johnson vs. Moraga                                 | 2013年7月27日  |
| ○    | ネイサン・マーコート           | 1R 3:00 KO（右フック→パウンド）        | UFC 158: St-Pierre vs. Diaz                                      | 2013年3月16日  |
| ○    | ジェイ・ヒエロン               | 5分3R終了 判定3-0                      | UFC on FX 5: Browne vs. Bigfoot                                  | 2012年10月5日  |
| ×    | マルティン・カンプマン         | 2R 1:40 TKO（膝蹴り）                  | The Ultimate Fighter 15 Finale                                   | 2012年6月1日   |
| ○    | ディエゴ・サンチェス           | 5分3R終了 判定3-0                      | UFC on Fuel TV 1: Sanchez vs. Ellenberger                        | 2012年2月15日  |
| ○    | ジェイク・シールズ             | 1R 0:53 TKO（膝蹴り→パウンド）         | UFC Fight Night: Shields vs. Ellenberger                         | 2011年9月17日  |
| ○    | ショーン・ピアソン             | 1R 2:42 KO（左フック）                 | UFC 129: St-Pierre vs. Shields                                   | 2011年4月30日  |
| ○    | カルロス・エドゥアルド・ホシャ | 5分3R終了 判定2-1                      | UFC 126: Silva vs. Belfort                                       | 2011年2月5日   |
| ○    | ジョン・ハワード               | 3R 2:21 TKO（ドクターストップ）        | UFC Live: Jones vs. Matyushenko                                  | 2010年8月10日  |
| ○    | マイク・パイル                 | 2R 0:22 TKO（右フック→パウンド）       | UFC 108: Evans vs. Silva                                         | 2010年1月2日   |
| ×    | カーロス・コンディット         | 5分3R終了 判定1-2                      | UFC Fight Night: Diaz vs. Guillard                               | 2009年9月16日  |
| ○    | マルセロ・アルファヤ           | 1R 0:42 KO（パンチ）                   | Bellator XI                                                      | 2009年6月12日  |
| ○    | ブレンダン・セガン             | 5分3R終了 判定3-0                      | VFC 27: Mayhem                                                   | 2009年5月1日   |
| ○    | ソ・ドゥウォン                 | 2R 3:04 TKO（ドクターストップ）        | M-1 Challenge 6: Korea                                           | 2008年8月29日  |
| ○    | ファルーク・"パコ"・レイクビア | 5分2R終了 判定2-0                      | DEEP M-1 チャレンジ 5 in JAPAN                                   | 2008年7月17日  |
| ×    | リック・ストーリー             | 5分3R終了 判定0-3                      | SportFight 23: Heated Rivals                                     | 2008年6月20日  |
| ○    | パット・ヒーリー               | 4分3R終了 判定3-0                      | IFL: Las Vegas                                                   | 2008年2月29日  |
| ○    | ペレ                           | 1R 0:09 KO（パンチ）                   | EFC 5: Revolution                                                | 2007年11月3日  |
| ×    | デウソン・エレーノ             | 2R 3:45 腕ひしぎ十字固め               | IFL: 2007 Team Championship Final                                | 2007年9月20日  |
| ○    | ザック・ライト                 | 1R 3:51 TKO（パンチ）                  | BodogFight: Costa Rica Combat                                    | 2007年2月16日  |
| ○    | ベン・ユーカー                 | 2R 1:44 TKO（パンチ）                  | IFL: Championship Final                                          | 2006年12月29日 |
| ×    | デリック・ノーブル             | 5分3R終了 判定0-3                      | BodogFight: Clash of the Nations                                 | 2006年12月16日 |
| ○    | ライアン・スタウト             | 2R 4:06 TKO（パンチ）                  | IFC: Rumble on the River 2 【IFC世界ウェルター級タイトルマッチ】 | 2006年11月10日 |
| ×    | ジェイ・ヒエロン               | 4分3R終了 判定0-3                      | IFL: Championship 2006                                           | 2006年6月3日   |
| ○    | ギル・カスティーリョ           | 1R 1:30 TKO（パンチ）                  | IFC: Caged Combat 【IFC世界ウェルター級タイトルマッチ】          | 2006年4月1日   |
| ○    | ケニス・アレン                 | 1R 腕ひしぎ十字固め                    | IFC: Caged Combat                                                | 2006年3月11日  |
| ○    | マーク・ベアー                 | 2R TKO（カット）                       | VFC 12: Warpath                                                  | 2006年2月25日  |
| ○    | ラバーン・クラーク             | 2R 3:06 三角絞め                       | KOTC 64: Raging Bull                                             | 2005年12月16日 |
| ○    | ショーン・ハフマン             | 3R 0:22 TKO（パンチ）                  | VFC 11: Demolition                                               | 2005年12月3日  |
| ○    | ブリアン・デイリー             | 1R 1:31 TKO（パンチ）                  | All FC 4: New Hitter                                             | 2005年11月18日 |
| ○    | エヴァン・ボエマー             | 1R 1:41 TKO（パンチ）                  | Extreme Challenge 65                                             | 2005年10月21日 |
| ○    | ブレント・シェパード           | 1R KO（パンチ）                        | All FC 3: Impact                                                 | 2005年9月24日  |
| ○    | デリック・リプリー             | 1R 1:41 TKO（パンチ）                  | VFC 10: Championship X                                           | 2005年8月6日   |
| ○    | ブラッド・フォックス           | 2R 2:15 TKO（パンチ）                  | Ring of Fire 17: Unstoppable                                     | 2005年6月18日  |
| ○    | コーリー・シンプソン           | 3R リアネイキドチョーク                | XKK: Des Moines                                                  | 2005年5月20日  |
| ○    | キャメロン・ウェルズ           | 1R TKO（パンチ）                       | All FC 1: Takedown                                               | 2005年4月9日   |

## 獲得タイトル
- VFCウェルター級王座
- 第2代IFC世界ウェルター級王座（2006年）

## 表彰
- ブラジリアン柔術 紫帯
- UFC ファイト・オブ・ザ・ナイト（1回）
- UFC ノックアウト・オブ・ザ・ナイト（2回）
- UFC パフォーマンス・オブ・ザ・ナイト（2回）